# Лукатин, Виктор Никифорович
Виктор Никифорович Лукатин (Пустой шаблон {{ВД-Преамбула}} ) — советский гребец, а затем спортивный арбитр и спортивный организатор.
Заслуженный мастер спорта СССР (1949). Судья всесоюзной категории (1956). Судья международной категории.
Шестикратный чемпион СССР по академической гребле: 1945, 1946 — в двойке без рулевого; 1947 — в двойке с рулевым и четвёрке с рулевым; 1945 и 1948 — в составе восьмёрки.
С 1952 по 1986 год являлся председателем Всесоюзной секции (Федерации) гребли на байдарках и каноэ. Кроме того занимал пост вице-президента Международной федерации гребли на байдарках и каноэ.
Похоронен на Ваганьковском кладбище в Москве.